# 荒島弘樹
荒島 弘樹（あらしま ひろき、1982年12月6日 - ）は、千葉県松戸市出身のギタリスト、レコーディングエンジニアである。
2006年には諸星和己のCDに参加、ライブでバックギタリストを務めた。